# Michael Schmitt (Fußballspieler)
Michael Schmitt (* 29. August 1960) ist ein ehemaliger deutscher Fußballspieler.

## Karriere
Von der VT Frankenthal kam der Rechtsverteidiger Michael Schmitt zum 1. FC Kaiserslautern, wo er für die Amateurmannschaft in der Oberliga Südwest aktiv war. In der Saison 1979/80 erreichte man einen Erfolg mit dem Einzug in die 2. Runde des DFB-Pokals. Nachdem man den SV Meppen mit 3:1 Toren besiegt hatte, unterlag man dem Bonner SC mit 2:3 nach Verlängerung. Schmitt war allerdings nur im ersten Spiel aufgestellt. Als sich die Mannschaft 1981 erneut für den DFB-Pokal qualifizierte, kam Schmitt zu seinen nächsten DFB-Pokal-Einsätzen. Erneut wurde die zweite Runde erreicht (4:1 in Runde 1 gegen den FC Homburg), in der man sich aber wieder geschlagen geben musste – diesmal mit 1:3 gegen den SC Urania Hamburg. 1982 stieg Michael Schmitt mit den Amateuren des FCK in die Verbandsliga ab.
1982/83 spielte er für Südwest Ludwigshafen und von 1983 bis 1985 für Hassia Bingen, die beide in der Oberliga Südwest antraten. 1985 schloss er sich dem Ligakonkurrenten 1. FSV Mainz 05 an, mit dem er 1986 den Gewinn des Südwestpokals feiern konnte. 1988 stieg er mit den Mainzern in die 2. Bundesliga auf und kam dort zu 23 Einsätzen, ehe man nach einer Saison wieder abstieg. Danach war er nicht mehr für die erste Mannschaft der „Nullfünfer“ aktiv, obgleich er zur Saison 1989/90 noch im Kader verzeichnet war.
Schmitt war später in der Traditionsmannschaft des 1. FSV Mainz 05 aktiv.

### Statistik
| Liga          | Spiele (Tore) |
| ------------- | ------------- |
| 2. Bundesliga | 23 (0)        |
| Wettbewerb    |               |
| DFB-Pokal     | 07 (0)        |

## Nationalmannschaft
Vom 18.  bis 23. Juli 1977 nahm Schmitt mit der B-Jugendnationalmannschaft an einem Turnier in Norwegen (3. Nordlandturnier) teil. Die DFB-Auswahl gewann nach 3 Siegen  gegen Island (4:2), Norwegen (5:0) und Schweden (6:2) das Turnier. Schmitt war in allen 3 Spielen in der Startelf und erzielte gegen Island das 1:0. Mitspieler unter Trainer Karl-Heinz Heddergott waren u. a. Eike Immel, Roland Dickgießer, Theo Schneider, Ralf Augustin und Stephan Engels.